# علولة

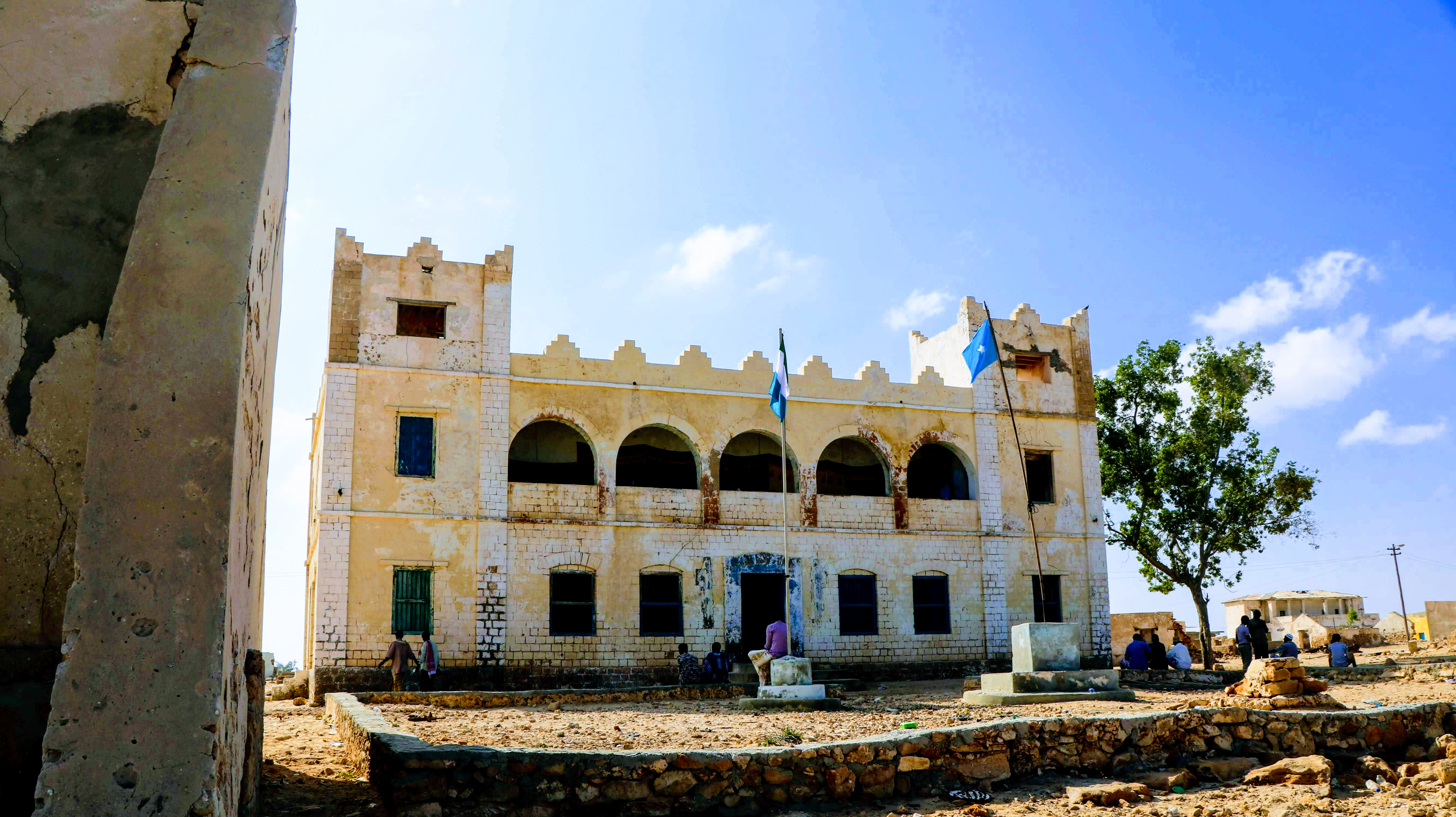
مبنى بلدية علولة التاريخي والذي بُني في عشرينيات القن العشرين

علولة (Alula) (بالصومالية: Caluula)‏، وهي مدينة ساحلية في مقاطعة باري شمال شرق الصومال، على ساحل مضيق غواردافوي. في أواخر القرن التاسع عشر وأوائل القرن العشرين، كانت بمثابة العاصمة الرئيسية لسلطنة مجرتين.

## علم الألفاظ
علولة مشتقة من المصطلح باللغة الصومالية «علول» الذي يعني اللؤلؤ.

## مناخ
علولة تتمتع بمناخ صحراوي حار (تصنيف كوبن للمناخ BWh).
| البيانات المناخية لـعلولة          | البيانات المناخية لـعلولة | البيانات المناخية لـعلولة | البيانات المناخية لـعلولة | البيانات المناخية لـعلولة | البيانات المناخية لـعلولة | البيانات المناخية لـعلولة | البيانات المناخية لـعلولة | البيانات المناخية لـعلولة | البيانات المناخية لـعلولة | البيانات المناخية لـعلولة | البيانات المناخية لـعلولة | البيانات المناخية لـعلولة | البيانات المناخية لـعلولة |
| الشهر                              | يناير                     | فبراير                    | مارس                      | أبريل                     | مايو                      | يونيو                     | يوليو                     | أغسطس                     | سبتمبر                    | أكتوبر                    | نوفمبر                    | ديسمبر                    | المعدل السنوي             |
| ---------------------------------- | ------------------------- | ------------------------- | ------------------------- | ------------------------- | ------------------------- | ------------------------- | ------------------------- | ------------------------- | ------------------------- | ------------------------- | ------------------------- | ------------------------- | ------------------------- |
| الدرجة القصوى °م (°ف)              | 31.6 (88.9)               | 31.0 (87.8)               | 36.0 (96.8)               | 37.5 (99.5)               | 38.3 (100.9)              | 39.0 (102.2)              | 40.5 (104.9)              | 40.0 (104.0)              | 38.0 (100.4)              | 36.0 (96.8)               | 31.6 (88.9)               | 31.0 (87.8)               | 40.5 (104.9)              |
| متوسط درجة الحرارة الكبرى °م (°ف)  | 26.9 (80.4)               | 26.9 (80.4)               | 29.5 (85.1)               | 31.9 (89.4)               | 33.5 (92.3)               | 34.8 (94.6)               | 36.0 (96.8)               | 35.3 (95.5)               | 33.8 (92.8)               | 30.8 (87.4)               | 28.3 (82.9)               | 27.4 (81.3)               | 31.4 (88.5)               |
| المتوسط اليومي °م (°ف)             | 24.0 (75.2)               | 23.6 (74.5)               | 25.5 (77.9)               | 27.6 (81.7)               | 28.9 (84.0)               | 30.2 (86.4)               | 31.0 (87.8)               | 30.6 (87.1)               | 29.2 (84.6)               | 26.0 (78.8)               | 24.4 (75.9)               | 25.4 (77.7)               | 27.2 (81.0)               |
| متوسط درجة الحرارة الصغرى °م (°ف)  | 21.2 (70.2)               | 20.5 (68.9)               | 21.6 (70.9)               | 23.3 (73.9)               | 24.5 (76.1)               | 25.7 (78.3)               | 26.4 (79.5)               | 26.0 (78.8)               | 24.8 (76.6)               | 21.2 (70.2)               | 20.6 (69.1)               | 21.5 (70.7)               | 23.1 (73.6)               |
| أدنى درجة حرارة °م (°ف)            | 15.5 (59.9)               | 15.0 (59.0)               | 16.0 (60.8)               | 14.0 (57.2)               | 16.0 (60.8)               | 20.0 (68.0)               | 22.0 (71.6)               | 21.0 (69.8)               | 20.0 (68.0)               | 14.0 (57.2)               | 15.0 (59.0)               | 15.0 (59.0)               | 14.0 (57.2)               |
| الهطول مم (إنش)                    | 0 (0)                     | 0 (0)                     | 0 (0)                     | 0 (0)                     | 0 (0)                     | 0 (0)                     | 0 (0)                     | 0 (0)                     | 0 (0)                     | 0 (0)                     | 14 (0.6)                  | 1 (0.0)                   | 16 (0.6)                  |
| متوسط أيام هطول الأمطار (≥ 0.1 mm) | 0                         | 0                         | 0                         | 0                         | 0                         | 0                         | 0                         | 0                         | 0                         | 0                         | 2                         | 0                         | 3                         |
| متوسط الرطوبة النسبية (%)          | 74                        | 72                        | 72                        | 73                        | 71                        | 69                        | 66                        | 70                        | 72                        | 70                        | 74                        | 75                        | 71                        |
| المصدر: الأرصاد الجوية الألمانية   |                           |                           |                           |                           |                           |                           |                           |                           |                           |                           |                           |                           |                           |

## سكان بارزون
- Osman Mahamuud – Sultan of the سلطنة مجرتين